# ユニオ・ヴァレリオ・ボルゲーゼ
ユニオ・ヴァレリオ・シピオーネ・ボルゲーゼ（Junio Valerio Scipione Borghese, 1906年6月6日 - 1974年8月26日）は、イタリア王国の軍人、貴族、政治家。第二次世界大戦中、イタリア王立海軍の提督（潜水艦）として海軍の精鋭「デチマ・マス」師団と様々な特殊作戦を展開した。ベニート・ムッソリーニが再興したイタリア社会共和国（RSI）に参加するなど熱烈なファシスト、民族主義者としても知られ、戦後はネオ・ファシズムやイタリア社会運動と繋がりを持ち、クーデター未遂事件（ロッジP2事件）などの暗躍を続けたと言われる。

## 来歴

### 生い立ち
ユニオ・ヴァレリオ・シピオーネ・ゲッツォ・マルカントニオ・マリーア・デイ・プリンチピ・ボルゲーゼ（Junio Valerio Scipione Ghezzo Marcantonio Maria dei principi Borghese）は、イタリア王国きっての名門貴族ボルゲーゼ家の一族として1906年6月6日に生を受けた。父はボルゲーゼを、中世イタリアのシエーナに起源を持つこの古い家柄に恥じない教育を行うべく、幼い時に当時友好国であった大英帝国のイングランド地方に留学させた。
1923年、17歳の時にファシスト政権下のイタリアに戻ったボルゲーゼは軍人になる事を希望してリヴォルノ王立海軍学校へ入学、潜水艦乗組員としての訓練を受けた。1929年、軍務教育を終了したボルゲーゼは乗員として数年間経験を積んだ後、1933年に潜水艦の艦長に昇進を果たした。1935年、祖国イタリアがエチオピア帝国に宣戦布告して第二次エチオピア戦争が勃発すると、ボルゲーゼも遠征艦隊の一翼を担ってペルラ級潜水艦7番艦「イリデ」に乗艦して出征した。
続いて同じファシストを標榜するフランシスコ・フランコ政権を助力するべくスペイン内戦への介入が始まり、ボルゲーゼの潜水艦も商船への攻撃に従事した。この際、イギリスの駆逐艦ハヴォックの攻撃を受けたが、2名の乗員を失いつつも回避に成功している。

### 第二次世界大戦

#### ジブラルタル攻撃
第二次世界大戦にイタリア王国が参戦した時、ボルゲーゼはヴェットル・ピサーニ級潜水艦1番艦「ヴェットル・ピサーニ」に乗船していたが、既に旧式化していた為に練習艦に回される事になり、直ぐに別の艦艇に乗り換える事になった。1940年にアドゥア級潜水艦14番艦「シレ」に乗艦、以降大戦後期まで指揮を執る艦艇となる。
アドゥア級潜水艦は優れた性能から通常の作戦以外にも様々な用途に投入されていたが、「シレ」もまた特殊な任務に従事する運命にあった。イタリア海軍は小型潜水艇による特殊作戦を計画しており、その母艦としてシレに白羽の矢が立てられ、ボルゲーゼはラ・スペツィア海軍基地で数機の小型潜水艇と潜水兵を搭載して地中海へと向かった。
シレ艦長として小型潜水艇を使った作戦の一切を任されたボルゲーゼは、ジブラルタル海峡に対する攻撃を計画した。初めは9月を予定していたが偵察によって港が空である事が分かったので、10月に延期した上で作戦を開始した。ボルゲーゼはアルヘシラス湾の海溝でジブラルタル海峡に小型潜水艇を通す為の工作を行った。技術的な問題から計画は難航したが1941年9月20日、三度に亘って行われた作戦は成功し、ジブラルタルに停泊していた数隻の商船を撃沈した。
作戦の成功でボルゲーゼは海軍中佐に昇進すると共に、新たに創設された潜水部隊「デチマ・マス」の実質的な指揮官となった 。この小艦隊はジブラルタル攻撃の成功を評価した海軍によって、小型潜水艇の運用を前提として編成された部隊であった。

#### アレクサンドリア奇襲

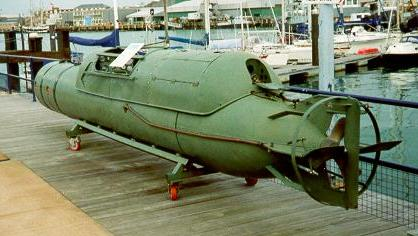
マイアーレ小型潜水艇

当時、地中海では圧倒的な規模と技術、そして豊富な燃料と先進的な航空戦術を擁するイギリス海軍を前にイタリア海軍は劣勢に立たされており、制海権を失った状況下で北アフリカの独伊軍への補給物資が滞っていた。1941年12月18日、アレクサンドリアにイギリス地中海艦隊の主力部隊が停泊しているとの情報を得たボルゲーゼは大胆不敵な作戦を計画した。
ボルゲーゼは英軍の警戒網を突破すると、アレクサンドリアの近海から3機の小型潜水艇を射出した。機体にはそれぞれ二名の潜水兵が乗っており、高性能な時限装置を搭載した吸着機雷を積載していた。英軍が駆逐艦を招き入れる隙を突いて突入した潜水兵達は、計画されていた通りに湾内に停泊していた2隻の戦艦「ヴァリアント」「クイーンエリザベス」に機雷を設置した。英軍の追跡により市街地に脱出した乗員達は拘束されたが、同時に機雷の時限装置が作動、2隻の戦艦は大破して水中に沈んだ。
一挙に2隻の戦艦を喪失した英軍の動揺は大きく、また半年間に渡って失われていた制海権が確保された事で北アフリカの軍勢に補給物資が届けられた。イタリア海軍はボルゲーゼと捕らえられた潜水兵達に名誉勲章を授与し、ボルゲーゼとイタリアの小型潜水艇の名は大きく高まる事になった。デチマ・マスは規模を拡大し、第10潜水戦隊「デチマ・マス」（伊: Decima MAS）となった。

#### RSIへの参加

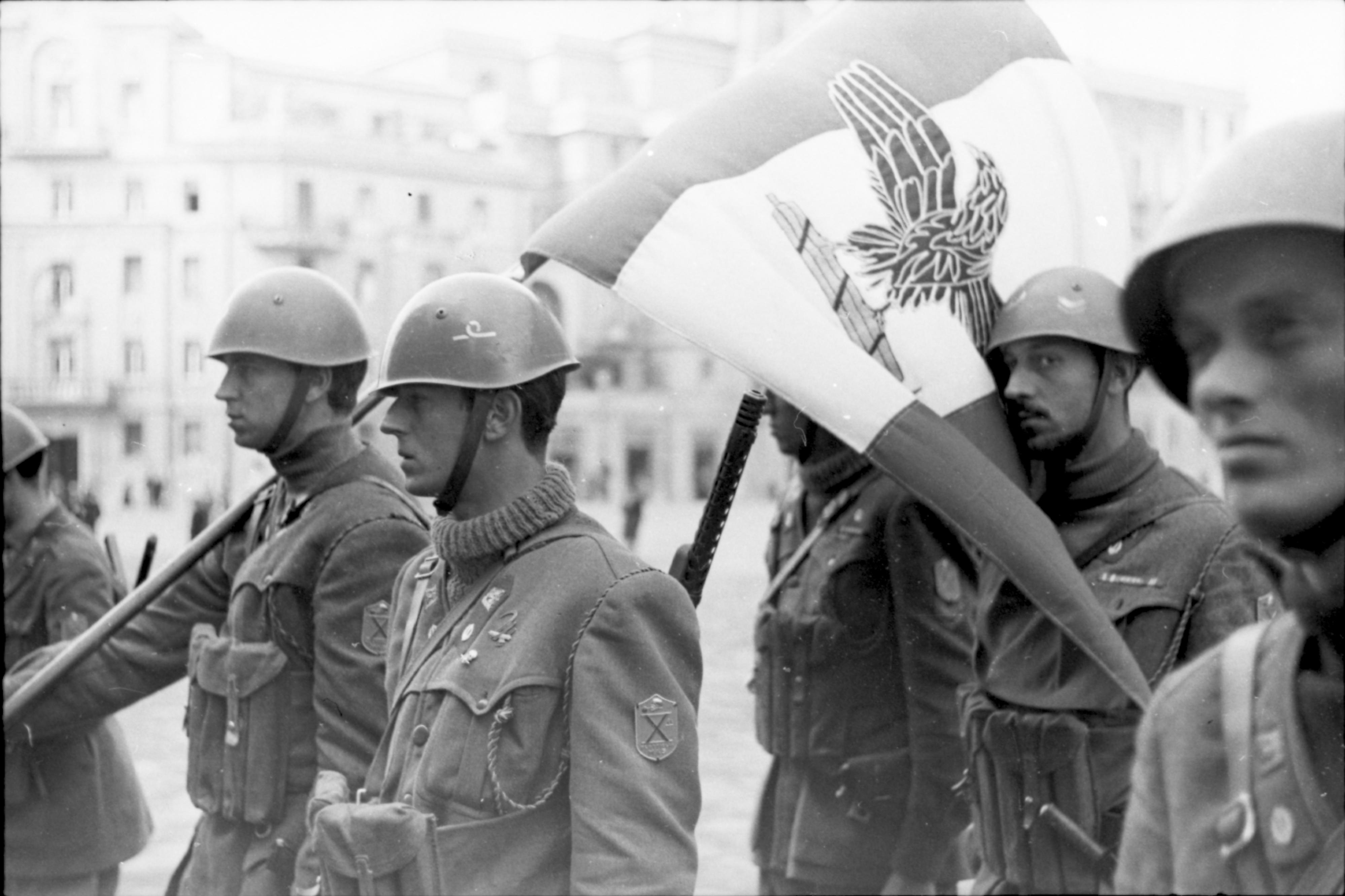
軍旗と共に行進する『デチマ・マス』の兵士達。ネットゥーノの戦いでは第1イタリアと大きな戦果を挙げた。（1944年、ネットゥーノ）

1943年9月8日、敗戦による王政廃止を恐れるピエトロ・バドリオら王国派と王家の政治的クーデターによりムッソリーニが軟禁され政権が崩壊すると、前線での戦闘は唐突な終わりを迎えた。各地で反独・反ファシストのパルチザンによる破壊活動と独軍による進駐政策が進む中、旧軍兵士たちの少なからぬ数が武装解除を拒絶して独自に義勇兵部隊を組織していた。彼ら熱狂的なファシスト・民族主義者たちは、グラン・サッソ襲撃でナチスに救出されたムッソリーニを中心に共和国派の新政権（イタリア社会共和国、RSI）が形成されるとこれに合流した。ファシストが王国派と共和国派に分裂すると、デチマ・マスも王国軍に残留する者と共和国軍（RSI）に合流する者に分裂した。
ボルゲーゼは、先祖代々の貴族であるため王国派を選ぶと目されていたが、ファシストとして共和国派（RSI）の立場を選んだ。ボルゲーゼは、新たに創設された共和国海軍（Marina Nazionale Repubblicana）の幹部に推挙され、ドイツ海軍と共和国海軍の軍事協定の署名に名を連ねている。ボルゲーゼはラ・スペツィア基地を根拠地に、海兵師団として再編された『デチマ・マス』の師団長として優れた陸戦指揮を行った。同師団は各部隊が奮戦した共和国軍（RSI）の中でも特に勇猛果敢で知られ、またユーゴスラビアでの対パルチザン戦でも活躍し、パルチザンから「ファシズムの尖兵」「反共主義者の象徴」として畏怖されていた。

### 戦後
RSI政権崩壊後、ボルゲーゼはアメリカOSSのジェームズ・アングルトンにより拘束された。ボルゲーゼは、戦争犯罪人としてではなくナチス・ドイツへの協力者として、連合軍による軍事裁判ではなくイタリア政府の法廷で裁かれ、懲役12年を言い渡された。しかし戦時中の特筆すべき活躍や、共産勢力に対する牽制などから大きく減刑され、最終的には3年間の服役で出獄した。
戦後、ファシスト政権やRSI（そして戦後の彼らに対するパルチザンの虐殺行為）がイタリアにおけるタブーとして抹消される一方、現状への批判票として右翼勢力からネオ・ファシストに一定の支持が与えられていた。ネオ・ファシストの団体は前政権時代の要人達を顧問に迎えたが、海軍の英雄として名高いボルゲーゼもイタリア社会運動の名誉党首を務め、ユリウス・エヴォラの書籍に序文を寄稿するなど極右の大物として戦後のネオファシズム運動に参加した。
1967年、イタリア社会運動の穏健化が進む事に反対し、ボルゲーゼは「確固たるファシスト」の再建を目指すイタリア国民戦線（Fronte Nazionale）を結党した。複数政党制の廃止、コーポラティズムに基いた全体主義国家の再建を標榜するイタリア国民戦線は過激派のネオファシストとして危険視された。国民戦線は同じく穏健化に反発して社会運動を離れていた元党幹部ピーノ・ラウッチの民兵団「オルディーネ・ヌオーヴォ」（Ordine Nuovo）、別の離党者組織「国家先兵隊」（Avanguardia Nazionale）らと協力して、数多くのテロ事件に関与したとされている。
1970年、ボルゲーゼはイタリア共産党の躍進に危機感を強め、繋がりのあった国防省と連帯した軍事クーデターを決意した。CIAの援助や、豊富な資金力と人脈から数千名の党員を集めていたイタリア国民戦線を通じて準備が行われ、12月8日に決行された（グルッペ・ボルケーゼの「トラトラ作戦」）。計画では森林警備隊（Corpo forestale dello Stato）やマフィアらの協力を得てクイリナーレ宮殿と国営放送局（RAI）を占拠し、イタリア民主社会党選出のジュゼッペ・サーラガト大統領を拘束した後、ボルゲーゼの部隊に呼応して陸軍がイタリア共産党の本拠地であるセスト・サン・ジョヴァンニで戒厳令を施行する手筈になっていた。
しかし計画が政府側に内通している可能性が判明した事などから、ユーゴスラビアのチトー大統領の訪問に反対する名目で集まっていた国民戦線の党員らが国防省に乗り込む直前にクーデターは中止された。程なく新聞にクーデター計画の存在が明らかにされ、軍や森林警備隊、国民戦線に対する捜査が開始された。ボルゲーゼに対しても国家反逆罪の容疑で捜査令状が出され、ヨーロッパで唯一ファシスト体制が継続しているスペインのフランシスコ・フランコ将軍の下に亡命した。
1974年、ボルゲーゼはアンダルシア州カディスの邸宅に滞在中、68歳で死亡した。遺体はイタリア政府が受け取り、故郷のローマの墓地に葬られた。

## エピソード

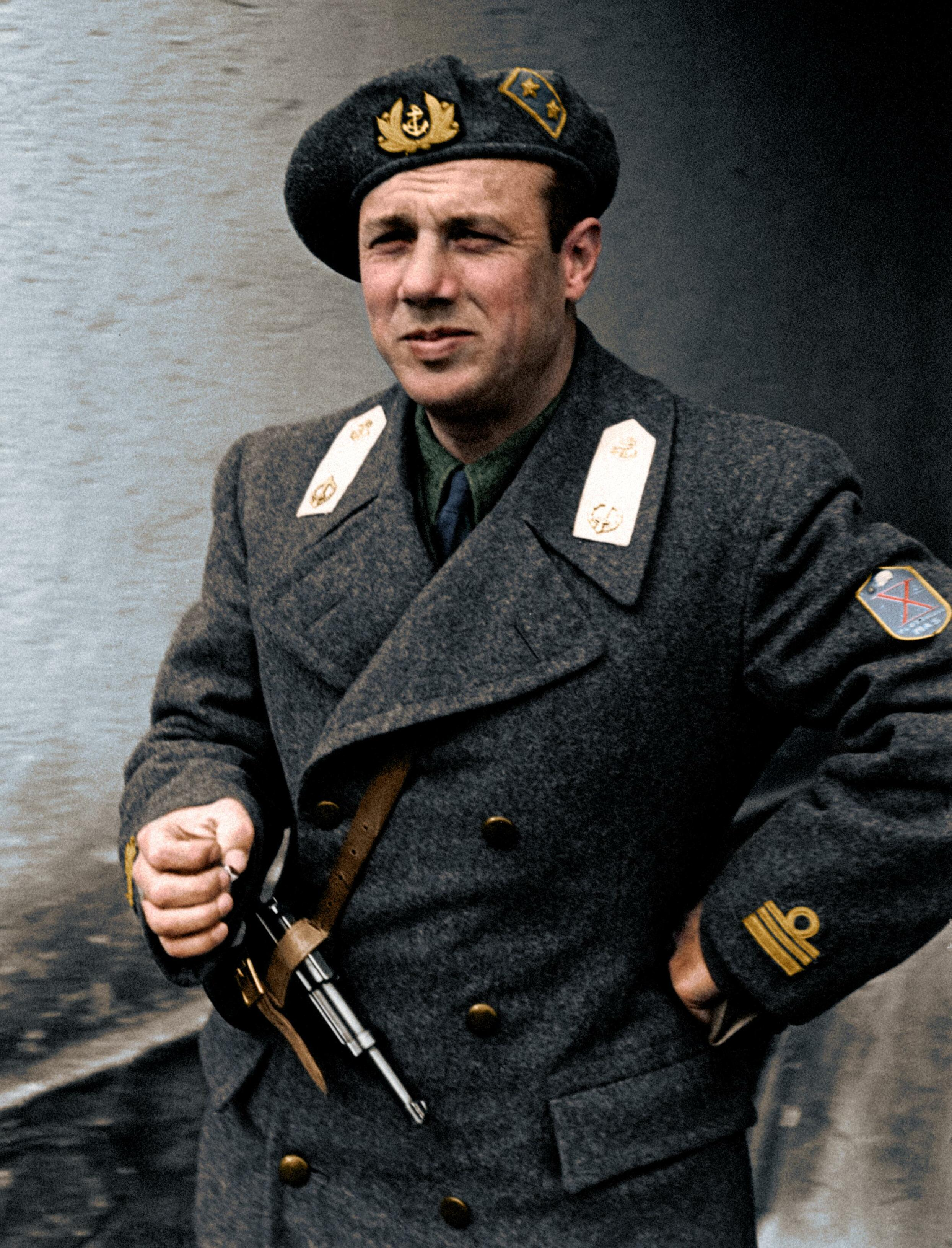
ボルゲーゼ(1944年)

- 1952年に執筆された自叙伝「海の悪魔」は大きな話題を呼び、多くの国々の海軍学校で読まれていた。
- パウルス5世やカミッロ・フィリッポ・ボルゲーゼなどを祖先に持つ。
- グルッペボルゲーゼのクーデター未遂事件はマリオ・モニチェリ監督の「求む大佐 (Vogliamo i colonnelli)」(1973年、日本未公開)などで描かれた。

## 資料
- Jack Greene; Alessandro Massignani (2004). The Black Prince and the Sea Devils: The Story of Prince Valerio Borghese and the Elite Units of the Decima MAS. Da Capo Press. ISBN 0-306-81311-4.
- Junio Valerio Borghese (1954). Sea Devils. Chicago: Henry Regnery Company.
- Junio Valerio Borghese (1950). Decima Flottiglia MAS. Milano: Garzanti.
- Paul Kemp : Underwater Warriors (1997) ISBN 1 85409 455 6
- Mario Bordogna (2003). Junio Valerio Borghese e la X Flottiglia MAS. Mursia.